# Америчка Девичанска Острва на Светском првенству у атлетици на отвореном 2015.
Америчка Девичанска Острва су учествовала на Светском првенству у атлетици на отвореном 2015. одржаном у Пекингу од 22. до 30. августа тринаести пут. Репрезентацију Америчких Девичанских Острва представљала су два атлетичара (један мушкарац и једна жена) који су се такмичили у две дисциплине.
На овом првенству Америчка Девичанска Острва нису освојила ниједну медаљу, нити је оборен неки рекорд.

## Учесници
| Мушкарци: - Еди Ловет — 110 м препоне | Жене: - Лаверн Џоунс-Ферет — 200 м |  |

## Резултати

### Мушкарци
| Атлетичар | Дисциплина    | Лични рекорд | Квалификације | Квалификације | Полуфинале           | Полуфинале           | Финале               | Финале       | Детаљи                                      |
| Атлетичар | Дисциплина    | Лични рекорд | Резултат      | Место         | Резултат             | Место                | Резултат             | Место        | Детаљи                                      |
| --------- | ------------- | ------------ | ------------- | ------------- | -------------------- | -------------------- | -------------------- | ------------ | ------------------------------------------- |
| Еди Ловет | 110 м препоне | 13,31 НР     | 13,65         | 7. у гр. 5    | Није се квалификовао | Није се квалификовао | Није се квалификовао | 27 / 37 (42) | Архивирано на веб-сајту (27. децембар 2015) |

### Жене
| Атлетичарка        | Дисциплина | Лични рекорд | Квалификације | Квалификације | Полуфинале            | Полуфинале            | Финале                | Финале       | Детаљи                                      |
| Атлетичарка        | Дисциплина | Лични рекорд | Резултат      | Место         | Резултат              | Место                 | Резултат              | Место        | Детаљи                                      |
| ------------------ | ---------- | ------------ | ------------- | ------------- | --------------------- | --------------------- | --------------------- | ------------ | ------------------------------------------- |
| Лаверн Џоунс-Ферет | 200 м      | 22,46 НР     | 23,83         | 6. у гр. 4    | Није се квалификовала | Није се квалификовала | Није се квалификовала | 47 / 49 (51) | Архивирано на веб-сајту (30. новембар 2015) |